# 彐部

彐部，為漢字索引裡為部首之一，康熙字典214個部首中的第五十八個（三劃的則為第二十九個）。解作豕之頭。對中文而言，彐部均為三畫。彐部通常是從上、下、左方均可為部字，其部字在某些情況可寫作「彑」，且無其他部首可用者將部首歸為彐部。

## 部首單字解釋
本作彑。豕頭。見說文。
彑：彐的本字。

## 字形

小篆

## 名稱
- 漢語：彐部（注音：ㄐㄧˋㄅㄨˋ）、雪字底、尋字頭
- 日語：
- 朝鲜語：

## 部首字元及變形
注意：閣下的瀏覽器未必能正確顯示字形。
在 Unicode 的相關部首字元有三個：
- 康熙部首「⼹」（KANGXI RADICAL SNOUT [U+2F39]）
- 部首變型一「⺔」（CJK RADICAL SNOUT ONE [U+2E94]）
- 部首變型二「⺕」（CJK RADICAL SNOUT TWO [U+2E95]）。

位於文字區：
- 「彐」（CJK UNIFIED IDEOGRAPH-5F50)
- 「彑」（CJK UNIFIED IDEOGRAPH-5F51）。

## 字形差異
《康熙字典》和現時港澳將此部首寫作「彑」，臺灣作「彐」，日本的新字体和中國大陸的新字形將之寫作「⼹」。如「綠」和「緑」、「錄」和「録」。在下方時（如「彗」和「雪」），台港澳寫法通常是中間穿出，中國大陸新字形則一律不穿。
中國大陸原本將「彐部」定為主部首，「⺕」、「彑」為附形部首，但自2009年起，《漢字部首表》改為定「⺕部」為主部首，「彐」、「彑」為附形部首。

## 字例
| 除部首外之筆劃 | 字例 -{ |
| -------------- | ------- |
| 0              | 彐彑⺕  |
| 2              | 归      |
| 3              | 当      |
| 5              | 㣇彔录  |
| 6              | 彖      |
| 8              | 彗      |
| 9              | 彘      |
| 10             | 彚彙    |
| 13             | 彛彜㣈  |
| 15             | 彝彞    |
| 16             | 彟      |
| 23             | 彠 }-   |